# Jaimie Alexander
Pour les articles homonymes, voir Alexander.
Jaimie Alexander née Jaimie Lauren Tarbush le 12 mars 1984 à Greenville en Caroline du Sud est une actrice américaine.
Elle est révélée par le rôle de Jessi Hollander dans le teen drama Kyle XY.
Elle accède à la notoriété avec le rôle de Lady Sif, issue des comics Marvel, dans les productions liées à l'univers cinématographique Marvel, et par celui de Jane Doe dans la série d'action Blindspot.

## Biographie
Jaimie Alexander est née à Greenville, en Caroline du Sud. Elle est la seule fille d'une famille de cinq enfants. À l'âge de quatre ans, elle déménage avec sa famille à Grapevine, au Texas. À l'école primaire, elle fait du théâtre pour le plaisir. Alexander déclare avoir été flanquée hors du théâtre au lycée, parce qu'elle ne savait pas chanter, s'aiguillant alors vers le sport.
À dix-sept ans, elle remplace une amie lors d'une réunion avec une agence de mannequin et rencontre son manager, Randy James, qui lui envoye quelques scripts. Après ses études, un an et demi plus tard, elle déménage à Los Angeles pour poursuivre une carrière d'actrice.

### Débuts de carrière
La carrière de Jaimie Alexander démarre en 2004 avec la comédie Squirrel Trap, dans lequel elle tient le rôle de Sara, qui vit une histoire d'amour avec le personnage principal, David, un génie socialement introverti, incarné par Keith Staley. Par la suite, elle fait une apparition dans la série télévisée Philadelphia, dans le rôle de Tammy, femme fatale qui, grâce à une combinaison de séduction et de menaces, manipule l'un des personnages principaux, et tient un petit rôle dans la série Standoff : Les Négociateurs.
Sa carrière est véritablement lancée en 2006 avec le film d'action à faible budget The Other Side. Selon les commentaires du film, elle était à l'origine simplement présente à l'audition pour donner la réplique aux acteurs masculins, mais le réalisateur Gregg Bishop (en) lui offre le rôle principal après l'avoir entendue.
Par la suite, elle accède à des rôles plus importants, notamment dans la série Watch Over Me, dans lequel elle interprète le personnage controversé de Caitlin Porter, de 2006 à 2007.
En 2006, elle tient son premier rôle principal dans le film d'horreur Rest Stop. Elle y joue Nicole Carrow, jeune femme qui s'échappe de sa maison pour partir en voyage avec son petit ami, qui sera interrompu de manière inattendue par un tueur en série sur une aire de repos. L'année suivante, elle apparaît dans un autre film d'horreur, Hallowed Ground, dans lequel figure également la jeune Chloë Grace Moretz. Alexander prête ses traits à Elizabeth, jeune femme bloquée dans une petite ville habitée par une secte qui projette de l'utiliser pour engendrer un enfant pour la renaissance de leur fondateur. Dans les deux films, sortis directement en vidéo, elle incarne un personnage fort qui se défend contre ses agresseurs.

### Révélation télévisuelle et percée au cinéma

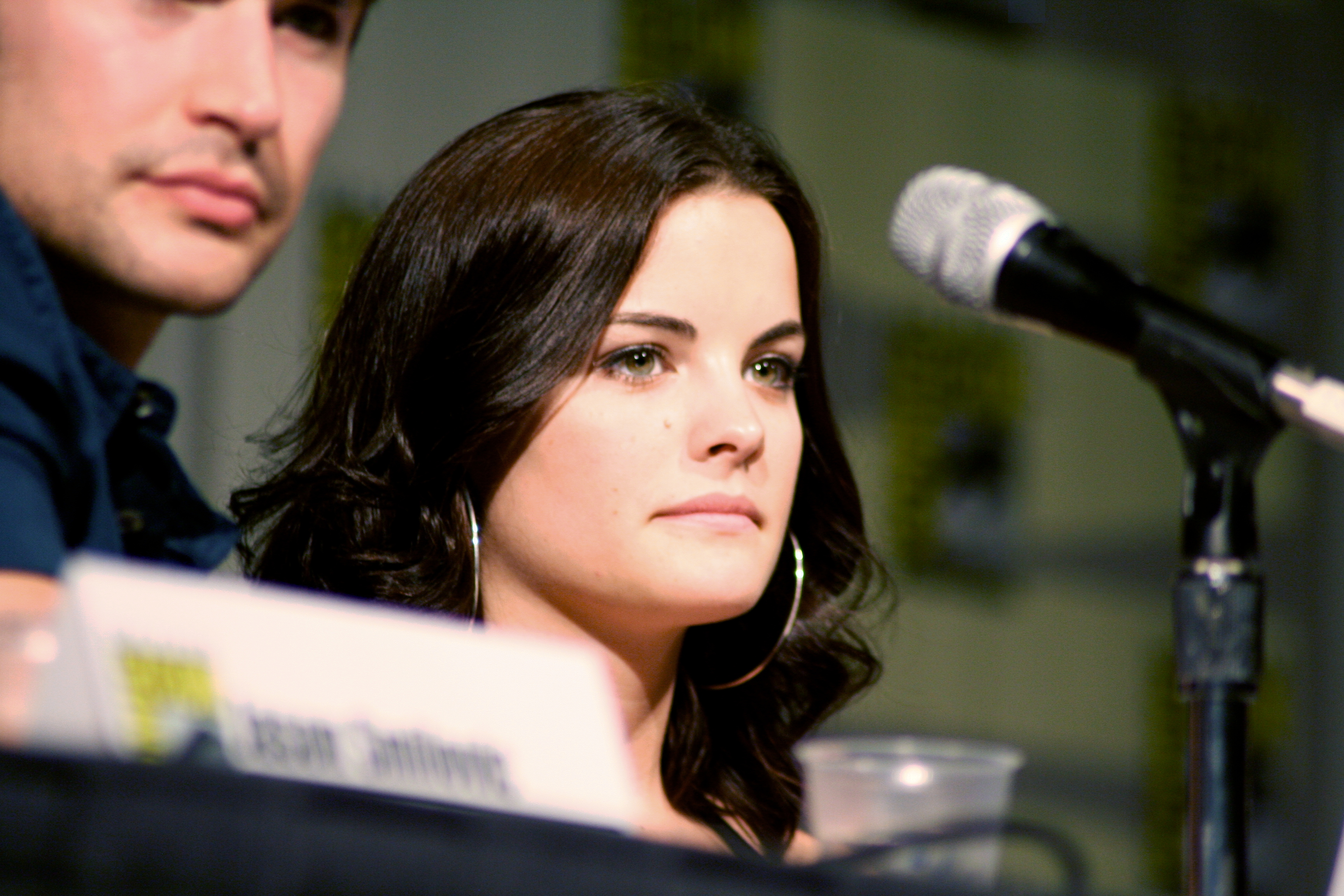
Lors de l'édition 2008 de la Comic-Con de San Diego, pour la promotion de Kyle XY.

En 2006, Jaimie Alexander se fait connaître du grand public pour son rôle de Jessi Hollander dans la série fantastique et dramatique Kyle XY, diffusée sur la chaîne américaine ABC Family. Elle y joue le rôle d'une fille tourmentée possédant des pouvoirs surhumains, et qui tente de trouver son chemin dans le monde, avec une coopération grandissante et une romance éventuelle avec son homologue masculin, Kyle Trager, interprété par Matt Dallas.
Son rôle a généré une grande base de fans dans l'espoir de voir un spin-off consacré à son personnage. Elle a même participé à un shoot avec son partenaire de la série Kyle XY, Matt Dallas, sous la direction du photographe Tyler Shields (en). Mais à la suite d'une forte érosion des audiences, lors de la troisième saison, ABC Family a annoncé le 31 janvier 2009 que la série ne serait pas renouvelée pour une quatrième saison, et qu'il est très peu probable qu'une série dérivée voit le jour.
À la suite de l'annulation de Kyle XY, Jaimie fait une apparition dans Les Experts : Miami, où elle prête ses traits à Jenna York, une hôtesse de l'air impliquée dans une affaire de meurtre, puis dans Bones dans le rôle de Molly Briggs, étudiante liée à la victime dans l'épisode dans lequel elle apparaît.
La reconnaissance s'accroît lorsqu'elle est choisie, en septembre 2009, pour tenir le rôle de Lady Sif, une redoutable guerrière Asgardienne, dans le film de super-héros Thor, réalisé par Kenneth Branagh et produit par Marvel Studios. Elle y partage la vedette avec, entre autres, Chris Hemsworth, Natalie Portman, Anthony Hopkins et Idris Elba. Pour se préparer à son rôle, elle a dû apprendre à porter un corset en métal et a passé quatre heures par jour au gymnase, formation qui n'est pas inconnue pour la jeune actrice, puisqu'elle a déclaré qu'elle était l'une des rares filles à être dans l'équipe de lutte de son lycée à Colleyville, au Texas. Elle a aussi suivi un régime strict et une formation aux arts martiaux et au yoga avec un entraîneur personnel. Interrogée plus tard sur le tournage de Thor, l'actrice a avoué que les séquences de batailles se sont avérées très épuisantes pour elle, et que travailler avec Kenneth Branagh a été une expérience très enrichissante qui lui a permis de créer sa propre identité.

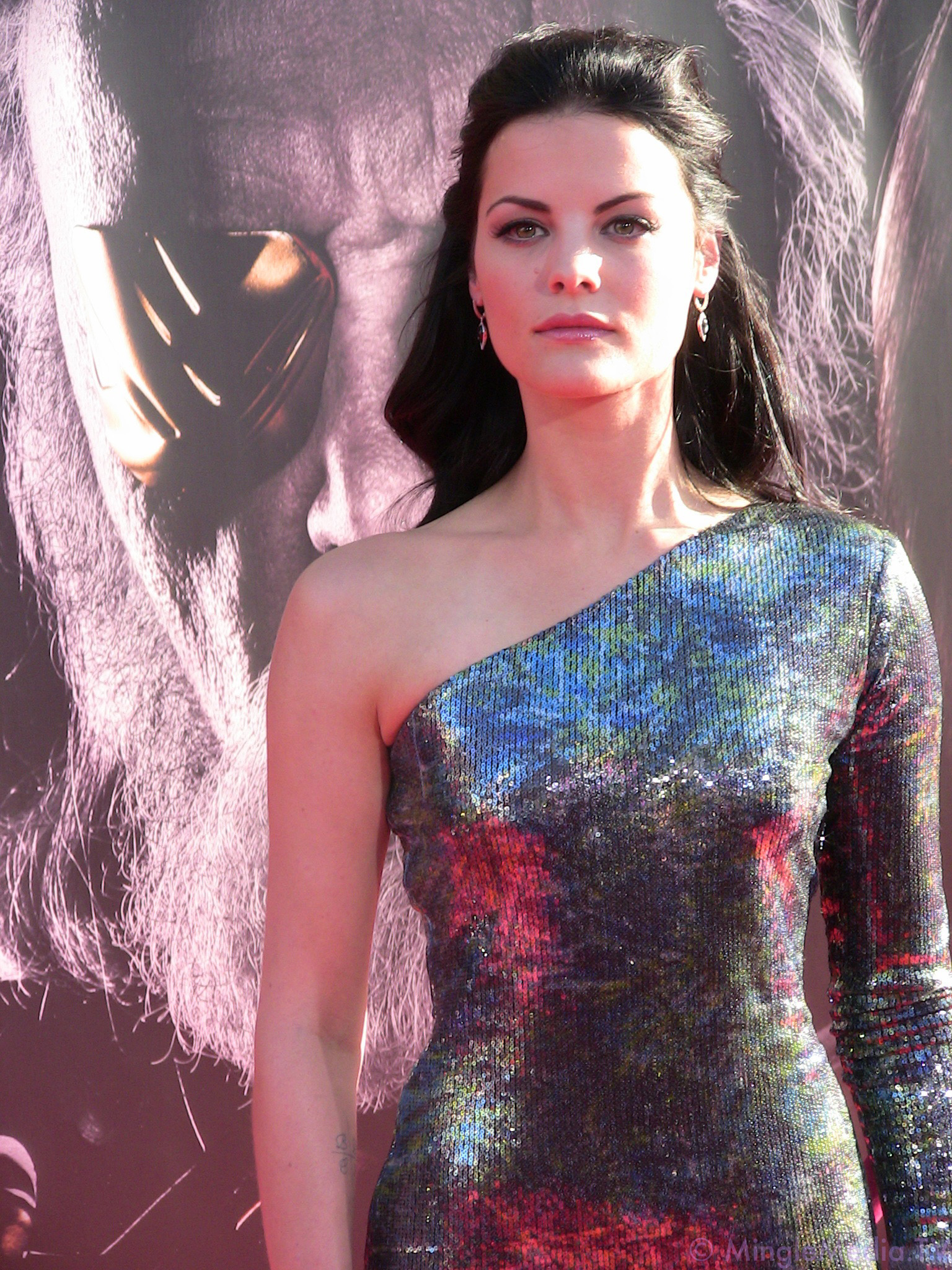
Lors de l'avant-première mondiale de Thor, en 2011.

Sorti en mai 2011, Thor rencontre un énorme succès commercial avec près de 450 millions de dollars de recettes mondiales et obtient un bon accueil de la part des critiques,.
Avant cela, elle rejoint, en juillet 2010, elle rejoint le casting de la comédie dramatique Loosies, film indépendant réalisé par Michael Corrente où elle partage la vedette avec Peter Facinelli, également scénariste. Elle y joue le rôle de Lucy, une jeune femme qui tombe enceinte à la suite d'une aventure d'un soir avec un jeune pickpocket sans domicile fixe. Dès sa sortie – limitée – en salles, Loosies reçoit un accueil critique négatif, et reste seulement deux semaines à l'affiche. Jaimie Alexander apparaît ensuite, le temps de trois épisodes, dans la série médicale Nurse Jackie, où elle incarne Tunie Peyton, la belle-sœur par alliance sauvage et immature de l'héroïne, incarnée par Edie Falco, puis joue un autre rôle secondaire dans la série d'espionnage Covert Affairs en 2011.
Entre-temps, elle apparaît, en 2010, dans une web série pour MSN appelé Ultradome et produit par Milo Ventimiglia. Elle y incarne Han Solo dans un combat contre Indiana Jones pour le titre de meilleur personnage d'Harrison Ford.
Deux ans plus tard, Jaimie Alexander est à l'affiche du drame Savannah, qui narre l'histoire vraie d'un aristocrate entamant un partenariat inattendu avec un esclave affranchi dans les années 1900. Elle fait son retour dans les blockbusters en incarnant le shérif adjoint Sarrah Torrance dans le film d'action Le Dernier Rempart, qui marque le retour d'Arnold Schwarzenegger au cinéma dans un rôle principal depuis dix ans. Bien qu'ayant rencontré un accueil critique globalement favorable,, le long-métrage ne rencontre pas le succès escompté au box-office avec seulement 37 millions de dollars de recettes pour un budget de 45 millions. Après cet échec commercial, l'actrice poursuit sa carrière dans le film français Intersections, aux côtés de Frank Grillo et Roschdy Zem. Dans ce thriller romantique, elle joue le rôle de Taylor Sloan, une jeune mariée qui a pour plan de tuer son mari au cours de leur lune de miel au Maroc, avec l'aide de son amant. Le plan tourne mal quand toutes les parties sont impliquées dans un accident de voiture sanglant sur une route désertique et reculée.
Sous la direction d'Alan Taylor, elle reprend le rôle de Sif dans Thor : Le Monde des ténèbres, le second volet des aventures de Thor, où son personnage aide le super-héros dans son affrontement contre les Elfes noirs. Lors de la première du film à Los Angeles, le 4 novembre 2013, l'actrice fait sensation en portant une longue robe noire d'Azzaro Couture comprenant une partie transparente dévoilant une bonne partie de son corps,,. En réponse aux médias qui se sont agités et ont qualifié sa tenue de « très sexy », Jaimie a tout simplement répondu avec humour : « Les gens me détestent. ». Plus tard, elle a confié qu'elle n'avait pas voulu être « provocatrice » lors de l’événement, justifiant le choix de sa robe pour son côté super-héroïque.
En 2014, Jaimie Alexander fait une apparition dans le quinzième épisode de la saison 1 de Marvel : Les Agents du SHIELD, où elle reprend le rôle de Lady Sif. Son personnage collabore avec le SHIELD afin de retrouver la magicienne Lorelei, qui s'est échappée d'Asgard après l'attaque des Elfes noirs, faisant ainsi référence aux événements de Thor : Le Monde des ténèbres.

### Blindspotet renommée
À partir de 2015, Jaimie Alexander est l'héroïne de la série policière Blindspot, réalisée par Martin Gero diffusée sur NBC depuis le 21 septembre 2015. Elle y incarne une jeune femme amnésique connue sous le nom de Jane Doe, qui collabore avec une équipe du FBI après avoir découvert que chacun de ses deux cents tatouages sont la clé pour trouver le criminel d'un meurtre,. Lors d'un interview avec Allociné, elle déclare avoir choisi ce rôle pour pouvoir mettre à profit tous ses talents, que ce soit par ma maîtrise des sports de combat, ou pour l'aspect plus émotionnel du personnage, et notamment sa vulnérabilité. Elle adore pouvoir montrer une part de fragilité à l'écran. C'est important pour elle, et elle ne considère pas cela comme une faiblesse. Au fond, elle a eu l'impression que Jane avait été écrite pour elle. Pour pouvoir incarner Jane Doe, Jaimie a dû prendre six kilos de muscles. Pendant le tournage, elle se fait aussi maquiller pendant huit heures afin de recouvrir l'intégralité de son corps des tatouages de son personnage. Blindspot reçoit globalement des critiques positives mais enregistre de fréquentes baisses d'audience.
La même année, Jaimie Alexander apparaît ensuite dans thriller dramatique London Fields dans le rôle d'Hope Clinch, collaborant aux côtés des grandes stars médiatiques Amber Heard et Cara Delevingne. Alors que le film avait été sélectionné pour être projeté au Festival international du film de Toronto, London Fields est finalement retiré de la liste après que le réalisateur, Mathew Cullen, a accusé les producteurs de fraude. Le long métrage continue ensuite de faire parler de lui lorsqu'en novembre 2016, Amber Heard est accusée de l'avoir saboté. Selon les équipes du film, elle aurait fait en sorte de ne tourner aucune scène de nudité, alors que son rôle – une voyante nymphomane – lui en imposait en grand nombre. Elle a également refusé toute promotion, n'a participé à aucun tapis rouge, aucune interview, même pas d’apparition pour la présentation du film à Toronto, sachant que le succès présumé de London Fields – qui n'est jamais sorti en cinéma – en salles reposait en grande partie sur elle. Pour toutes ces raisons, les producteurs ont réclamé 10 millions d’euros à la jeune femme. Aucun acteur du film, y compris Jaimie Alexander, n'a souhaité commenter cette affaire.
Le 20 mai 2016, Marvel Studios dévoile le casting du film Thor: Ragnarok, le troisième volet des aventures du super-héros Thor, réalisé par Taika Waititi et dont la sortie est prévue pour 2017. À la grande surprise de tous, le personnage de Lady Sif est absent, mais Jaimie Alexander a néanmoins tenu à rassurer ses fans sur Twitter, annonçant que Sif sera bel et bien de retour pour aider le dieu nordique à empêcher le terrible Ragnarök,. Le tournage commence le 4 juillet 2016 en Australie, à Gold Coast, pour s'achever le 28 octobre 2016[réf. souhaitée].
La même année, elle est le premier rôle féminin du thriller horrifique Dangereuse Attraction face à Wes Bentley et Cam Gigandet. Une production qui passe complètement inaperçue.
En 2019, Blindspot est renouvelée pour une cinquième et dernière saison afin de clore convenablement les intrigues.
En juin 2021, l'actrice reprend le rôle de Lady Sif dans le quatrième épisode de la série Loki. Quelques semaines plus tard, elle prête sa voix au personnage pour les besoins de la série d'animation What If...? qui dépeint des versions divergentes des personnages du MCU.
En 2022, elle reprend une nouvelle fois le rôle de Lady Sif dans le film Thor: Love and Thunder.

## Vie privée
À partir de 2012, Jaimie Alexander est en couple avec l'acteur et scénariste américain Peter Facinelli, qu'elle a rencontré sur le tournage du film indépendant Loosies. Ils se fiancent en 2015, mais se séparent en février 2016, après trois ans de vie commune.
Elle a été en couple avec l’acteur Tom Pelphrey jusqu'en 2019.
En septembre 2012, lors du tournage d'une scène de Thor : Le Monde des ténèbres, Jaimie s'est gravement blessée au dos à la suite d'une chute dans un escalier en métal, l'obligeant à quitter le tournage pour une durée d'un mois. Sur son compte Twitter, elle explique que les conséquences de l'accident auraient pu être bien plus graves. Lors d'une interview sur la chaîne américaine MTV, en janvier 2013, elle raconte l'accident : « Je me suis fait une hernie au niveau d'un disque de la cage thoracique, ai déboîté mon épaule gauche, tordu mon rhomboïde et brisé en partie onze de mes vertèbres. J'ai glissé et je suis tombée de très haut. Je me suis fait vraiment mal et j'ai eu peur. Quand j'ai vu que je ne pouvais pas me relever, je me suis dit que j'étais dans de sales draps. » Après quelques traitements d'urgence, l'actrice a dû retourner à l'hôpital et a perdu l'usage d'une partie du côté droit de son corps lors de son transport en voiture vers les urgences, causée par un œdème qui appuyait sur sa colonne vertébrale, laquelle, une fois dégonflée, lui a permis de se rétablir. Guérie après un mois de convalescence, elle a repris les chemins du tournage du second volet de Thor, tout en faisant attention à ses bras quand elle doit tenir les armes et boucliers de son personnage.

## Filmographie

### Cinéma

#### Longs métrages
- 2004 : Squirrel Trap d'Eshom et Ian Nelms : Sara
- 2006 : The Other Side de Gregg Bishop (en) : Hanna Thompson
- 2006 : Rest Stop de John Shiban : Nicole Carrow (vidéofilm)
- 2007 : Hallowed Ground de David Benullo : Liz Chambers (vidéofilm)
- 2010 : Love, et autres drogues (Love and Other Drugs) d'Edward Zwick : Carol (non créditée)
- 2011 : Thor de Kenneth Branagh : Sif
- 2011 : Run or Die (Loosies) de Michael Corrente : Lucy Atwood
- 2013 : Le Dernier Rempart (The Last Stand) de Kim Jee-Woon : Sarah Torrance
- 2013 : Intersections de David Marconi : Taylor Dolan
- 2013 : Savannah : Lucy Stubbs
- 2013 : Thor : Le Monde des ténèbres (Thor : The Dark World) d'Alan Taylor : Sif
- 2016 : Dangereuse attraction de Bram Coppens : Tara Bloom
- 2018 : Séduction fatale (London Fields) de Mathew Cullen : Hope
- 2022 : La Disparue (Last Seen Alive) de Brian Goodman : Lisa Spann
- 2022 : Thor: Love and Thunder de Taika Waititi : Sif[53]

#### Courts métrages
- 2008 : Here Lies Revelations de Aaron Schoenke : la Sœur
- 2011 : The Birds of Anger de Greg Bishop : Annie

### Télévision
- 2005 : Philadelphia (It's Always Sunny in Philadelphia) : Tammy (1 épisode)
- 2006 : Standoff : Les Négociateurs : Barrista (saison 1, épisode 1)
- 2006-2007 : Watch Over Me : Caitlin Porter (58 épisodes)
- 2009 : Les Experts : Miami : Jena York (saison 7, épisode 18)
- 2007-2009 : Kyle XY : Jessi XX (récurrente à partir de la saison 2, 33 épisodes)
- 2009 : Bones: Molly Briggs (saison 4, épisode 24)
- 2010 : Ultradome : Han Solo (websérie - saison 1, épisode 2)
- 2011 : Nurse Jackie : Tunie Peyton (saison 3, épisodes 3, 4 et 6)
- 2011 : Covert Affairs : Reva Kline (saison 2, épisodes 5 et 6)
- 2012 : Perception : Nikki (saison 1, épisode 5)
- 2014 : Open : Claire (pilote non retenu par HBO)
- 2014-2015 : Marvel : Les Agents du SHIELD : Sif (saison 1, épisode 15 et saison 2, épisode 12)
- 2015 : The Brink : Gail (saison 1, 4 épisodes)
- 2015 -  2020 Blindspot : Jane Doe / Remi / Alice Kruger
- 2021 : Loki (Disney+ Originals): Sif (épisode 4)

### Jeux vidéo
- 2011 : Thor: God of Thunder : Sif (voix originale)

### Clips
- 2009 : Save You de Matthew Perryman Jones

## Distinctions
Sauf indication contraire ou complémentaire, les informations mentionnées dans cette section proviennent de la base de données IMDb.

### Nominations
- 35e cérémonie des Saturn Awards 2008 : meilleure actrice de télévision dans un second rôle pour Kyle XY
- Scream Awards 2011 : 
  - meilleure actrice dans un second rôle pour Thor
  - meilleure révélation féminine pour Thor

## Voix francophones
En version française, Jaimie Alexander est principalement doublée par Ingrid Donnadieu qui est sa voix dans l'univers cinématographique Marvel, Intersections, Le Dernier Rempart et Dangereuse attraction.
Jaimie Alexander est également doublée à deux reprises par Dorothée Pousséo dans Kyle XY et Perception ainsi qu'à titre exceptionnel par Hélène Bizot dans Nurse Jackie, Julie Deliquet dans Run or Die, Laurence Sacquet dans The Brink, Karine Texier dans Blindspot et Valérie Muzzi dans La Disparue.